# Orphanodendron
Genre
Classification phylogénétique
Orphanodendron est un genre de plantes à fleurs dicotylédones de la famille des Fabaceae, sous-famille des Caesalpinioideae, originaire d'Amérique du Sud , qui compte deux espèces acceptées.

## Liste d'espèces
Selon The Plant List (6 octobre 2018) :
- Orphanodendron bernalii Barneby & J.W. Grimes
- Orphanodendron bernatii Barneby & J.W.Grimes